# Lucas Speck
Lucas Joseph Speck (* 17. August 1755 in Heidelberg; † 21. August 1819 ebenda) war Glockengießer in Heidelberg.

## Leben
Er war der Sohn des Glockengießers Anselm Franz Speck (1728–1798) und der Maria Catharina Knebel. Er war verheiratet mit Clara Cavallo.
Zunächst arbeitete er gemeinsam mit seinem Vater, der 1753 die Gießerei nach Heidelberg verlegt hatte und ab den 1760er Jahren verschiedene kurpfälzische Privilegien für die Lieferung von Glocken und Feuerwehrspritzen erhielt. 1803 richtete Lucas Speck ein weiteres erfolgreiches Gesuch um Schutz vor „ausländischer“ Konkurrenz an die kurpfälzischen Behörden. Um 1800 befand sich die Speck'sche Gießerei an der Neuenheimer Landstraße 4. Dort entstand später die Gaststätte Silberner Anker, bei deren Abriss man Reste der Gießerei fand. Das Wohnhaus von Lucas Speck lag auf der anderen Neckarseite, an der Ecke Haspelgasse/Neckarstaden, wo sich heute das Gasthaus Vier Jahreszeiten befindet. 1934 wies das Gasthaus noch eine kunstvoll geschnitzte Türe mit Emblemen aus dem Siegel Specks auf.
Von 1788 ist eine gemeinsam von Anselm Franz und Lucas signierte Glocke in Karlsbad-Spielberg erhalten. Auch Ittlingen und Handschuhsheim erhielten in jenem Jahr eine solche Glocke. 1789 gingen Glocken von Anselm Franz und Lucas Speck an die Remigiuskirche in Nieder-Ingelheim. Später signiert Lucas Speck dann allein, so auf der nicht erhaltenen Glocke von 1791 der reformierten Kirche in Spechbach und ab 1796 auf zahlreichen Glocken in Südwestdeutschland. Aus seiner Werkstatt sind mindestens 70 Glocken belegt, von denen wegen der Glockenablieferung in den beiden Weltkriegen nur ein Bruchteil heute noch erhalten ist.
Auf der nicht erhaltenen Glocke für die Kirche in Waldangeloch von 1819 zeichnet Specks Witwe für den Guss verantwortlich. Die beiden nicht erhaltenen Glocken für die reformierte Kirche in Schluchtern vom selben Jahr tragen noch Specks Namen, der Auftrag wurde jedoch bereits im Auftrag der Witwe von der Gießerei Sprinkhorn & Schrader in Frankenthal durchgeführt. Neben Glocken goss Lucas Speck auch Feuerspritzenrohre.

## Erhaltene Glocken

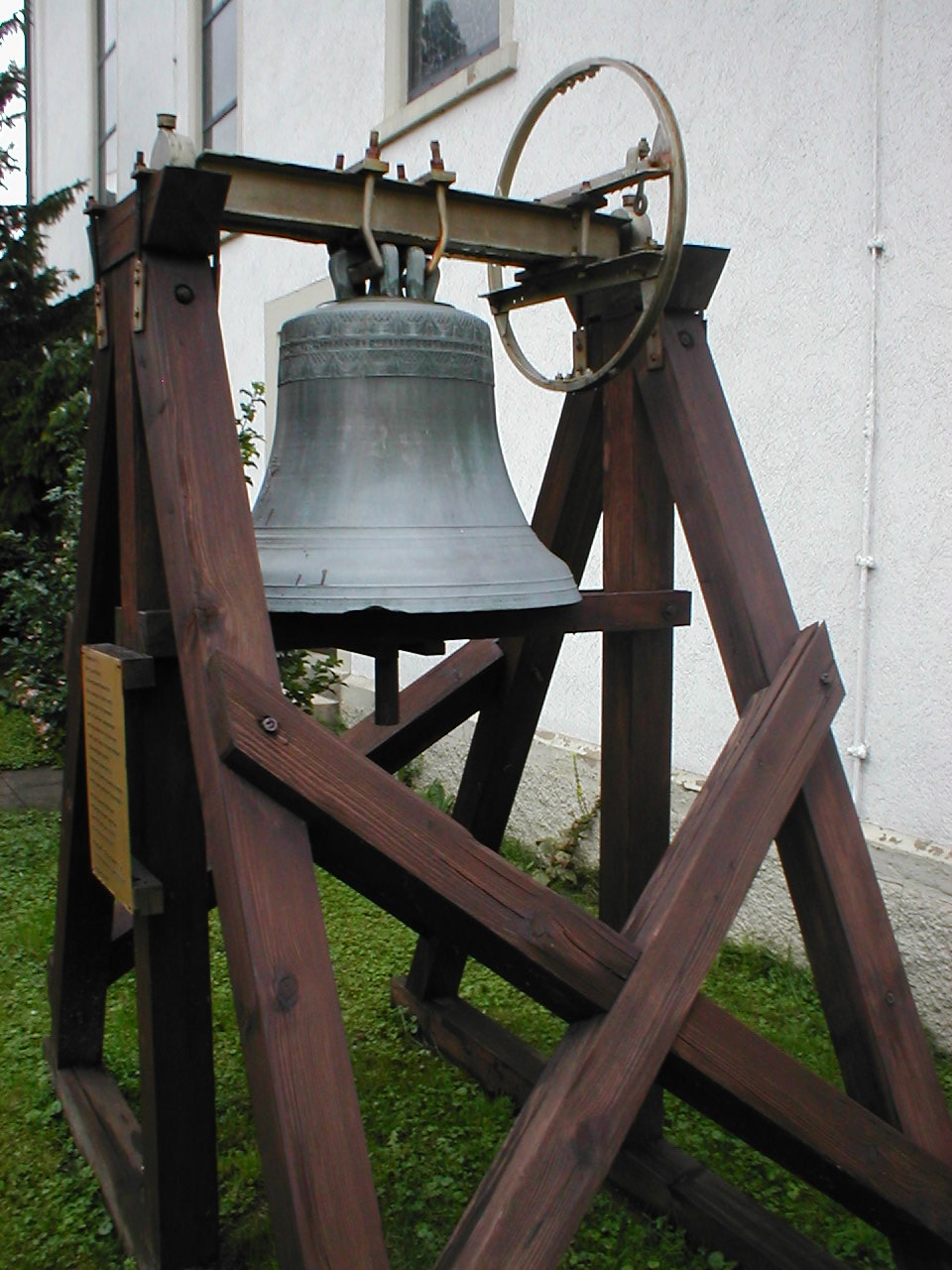
Glocke von Lucas Speck von 1810 bei der kath. Kirche in Siegelsbach

Zu den erhaltenen Glocken aus der Gießerei von Lucas Speck zählen:
- Glocke des Waisenhauses in Landstuhl (1796)
- Dreistimmiges Geläut der Kirche in Modautal-Neunkirchen (1797)
- Große Glocke (1798) und kleine Glocke (1804) der Nazariuskirche in Lorsch
- Glocke der Kirche in Roßdorf-Gundernhausen (1799)
- Friedhofsglocke in Edingen-Neckarhausen (1802)
- Glocke der Kapelle in Gundelsheim-Bernbrunn (1803)
- Glocke der Kirche in Sinsheim-Weiler (1805)
- Glocke der Bergkirche in Bad Rappenau-Heinsheim (1805, ursprünglich aus Aglasterhausen-Michelbach)
- Glocke der evang. Kirche in Schönbrunn-Schwanheim (1806)
- Glocke der evang. Nikolauskirche in Sinheim-Dühren (1807)
- Taufglocke der evang. Kirche in Sulzfeld (1808)
- Glocke der Johanniskirche in Salzhemmersdorf-Benstorf (1808, ursprünglich in der kath. Kirche in Heiligkreuzsteinach)
- Glocke der kath. Kirche Mariä Himmelfahrt in Philippsburg (1809)
- Glocke im Museum für Sakrale Kunst und Liturgie in Heidelberg (1809, ursprünglich aus der Annakirche des Heidelberger Hospitals)
- Glocke der kath. Laurentiuskirche in Hemsbach (1809)
- Glocke neben der kath. Georgskirche in Siegelsbach (1810)
- Glocke der evang. Kirche in Reichartshausen (1810)
- Glocke der katholischen Kirche in Wiesloch-Schatthausen (1814)
- Glocke der kath. Kirche St. Konrad in Mannheim-Rheinau (1817)
- Friedhofsglocke in Angelbachtal-Michelfeld (1817, ursprünglich in Bad Rappenau-Grombach)
- Glocke der evang. Kirche in Wiesenbach (1819)